# Воля-Шидловецька
Воля-Шидловецька (пол. Wola Szydłowiecka) — село в Польщі, у гміні Болімув Скерневицького повіту Лодзинського воєводства.
Населення — 113 осіб (2011).
У 1975-1998 роках село належало до Скерневицького воєводства.

## Демографія
Демографічна структура станом на 31 березня 2011 року:
|          | Загалом | Допрацездатний вік | Працездатний вік | Постпрацездатний вік |
| -------- | ------- | ------------------ | ---------------- | -------------------- |
| Чоловіки | 56      | 11                 | 35               | 10                   |
| Жінки    | 57      | 12                 | 26               | 19                   |
| Разом    | 113     | 23                 | 61               | 29                   |